# توافقنامه وضعیت نیروهای ایالات متحده و عراق
توافقنامه وضعیت نیروهای ایالات متحده و عراق (نام رسمی:موافقتنامه بین ایالات متحده آمریکا و جمهوری عراق در مورد خروج نیروهای ایالات متحده از عراق و سازماندهی فعالیت‌های آنها در طول حضور موقت آنها در عراق) موافقت‌نامه وضعیت نیروها(SOFA) بود بین عراق و ایالات متحده، که توسط رئیس‌جمهور جورج دبلیو بوش در سال۲۰۰۸ امضا شد. و مقرر شد که نیروهای رزمی ایالات متحده تا ۳۰ ژوئن۲۰۰۹ از شهرهای عراق خارج خواهند شد و تمامی نیروهای رزمی ایالات متحده تا ۳۱ دسامبر۲۰۱۱ به‌طور کامل از عراق خارج خواهند شد. این پیمان مستلزم اتهامات جنایی برای نگهداری زندانیان بیش از ۲۴ساعت و صدور حکم برای بازرسی منازل و ساختمان‌هایی بود که مرتبط با جنگ نبودند. پیمانکاران آمریکایی که برای نیروهای آمریکایی کار می‌کنند مشمول قوانین کیفری عراق می‌شدند، درحالی که پیمانکارانی که برای وزارت خارجه و سایر آژانس‌های ایالات متحده کار می‌کردند مصونیت خود را حفظ می‌کردند. اگر نیروهای آمریکایی در خارج از خدمت و خارج از پایگاه مرتکب «جرایم عمده از پیش برنامه‌ریزی شده» می‌شدند که هنوز تصمیم‌گیری نشده بود، در صورتی که ایالات متحده تأیید می‌کرد که این نیروها خارج از وظیفه بودند، تحت یک رویه‌های بلاتکلیف قرار می‌گرفتند که توسط کمیته مشترک ایالات متحده و عراق تعیین شده بود.
این قرارداد در نیمه شب ۳۱ دسامبر ۲۰۱۱ منقضی شد، اگرچه ایالات متحده خروج نهایی نیروهای خود را از عراق در ۱۶ دسامبر ۲۰۱۱ به پایان رساند. طبق سنت ارتش، مراسم نمادین در بغداد رسماً پرچم نیروهای آمریکایی در عراق را «بازنشسته» کرد.
دولت عراق همچنین یک توافقنامه چارچوب راهبردی با ایالات متحده را تصویب کرد، که هدف آن تضمین همکاری بین‌المللی از جمله قومیت اقلیت، جنسیت، و منافع اعتقادی و سایر حقوق اساسی است. بازدارندگی تهدید؛ تبادل دانشجو؛ تحصیلات؛ و همکاری در زمینه‌های توسعه انرژی، بهداشت محیط، مراقبت‌های بهداشتی، فناوری اطلاعات، ارتباطات، و اجرای قانون.
چندین گروه از عراقی‌ها به تصویب معاهده موافقت‌نامه وضعیت نیروها به عنوان طولانی شدن و مشروعیت بخشیدن به اشغال اعتراض کردند و آیت الله العظمی علی حسینی سیستانی نسبت به نسخه تصویب شده ابراز نگرانی کرد. برخی دیگر از عراقی‌ها نسبت به پایان کامل حضور آمریکا تا سال۲۰۱۱ ابراز تردید کردند. رابرت گیتس، وزیر دفاع ایالات متحده پیش‌بینی کرده بود که پس از سال۲۰۱۱،انتظار می‌رفت «شاید چند ده هزار نیروی آمریکایی» را به عنوان بخشی از نیروی باقی‌مانده در عراق ببیند. برخی از آمریکایی‌ها دربارهٔ «گذاشته‌ها»بحث کرده بودند و برخی از عراقی‌ها گفته بودند که معتقدند بخش‌هایی از این پیمان همچنان یک «معموم» باقی مانده‌است.

## مذاکرات
نیروهای ائتلاف تحت رهبری آمریکا که در تهاجم سال۲۰۰۳ به عراق شرکت کردند، در ابتدا تحت صلاحیت انحصاری کشورهای مادر خود بودند. پس از واگذاری قدرت حاکمیتی به یک دولت عراق، نیروهای ائتلاف در عراق اسماً تابع صلاحیت قضایی عراق بودند و بدون هیچ گونه توافقنامه وضعیت نیرو عمل می‌کردند. در تئوری، دادگاه‌های عراق حق محاکمه نیروهای ائتلاف را برای هر گونه تخلف ادعایی داشتند، اگرچه این حق هرگز استفاده نشد.
رابرت گیتس وزیر دفاع ایالات متحده در مصاحبه ای در ۲۴ ژانویه۲۰۰۸ اظهار داشت که کار بر روی یک موافقت‌نامه وضعیت نیروها به سختی آغاز شده‌است. در ۱۳ ژوئن۲۰۰۸،نوری المالکی، نخست‌وزیر عراق، گفت که مذاکرات با ایالات متحده بر سر یک پیمان امنیتی بلندمدت به بن‌بست رسیده‌است زیرا این توافق حاکمیت عراق را نقض می‌کند. او در اردن گفت: «ما به بن‌بست رسیده‌ایم زیرا وقتی این مذاکرات را آغاز کردیم متوجه نشدیم که خواسته‌های آمریکا تا این حد بر حاکمیت عراق تأثیر می‌گذارد و این چیزی است که ما هرگز نمی‌توانیم آن را بپذیریم». بگفته یکی از خبرنگاران حاضر درجلسه، مالکی به سردبیران روزنامه اردنی گفت:ما نمی‌توانیم به نیروهای آمریکایی اجازه دهیم که عراقی‌ها را زندانی کنند یا به تنهایی مسئولیت مبارزه با تروریسم را برعهده بگیرند.
زیباری در ۱ ژوئیه۲۰۰۸ گفت که او به اعضای پارلمان عراق اطلاع داد که پیمانکاران آمریکایی دیگر در برابر تعقیب قضایی عراق تحت شرایط مذاکره شده پیمان امنیتی بلندمدت مصونیت نخواهند داشت. مقامات وزارت خارجه ایالات متحده نمی‌توانند فوراً برای اظهار نظر در ارتباط باشند، اما محمود عثمان، نماینده پارلمان عراق گفت که او در این نشست شرکت کرده‌است و نمایندگان عراق از توافقنامه مصونیت بسیار خرسند هستند.
در ۸ ژوئیه۲۰۰۸،آیت الله العظمی علی سیستانی پس از دیدار با موفق الربیعی، مشاور امنیت ملی عراق، توافق پیشنهادی را به دلیل نقض حاکمیت عراق رد کرد. ربیعی با تصریح به اظهارات مالکی در ۱۶ تیرماه مبنی بر پذیرش تفاهم نامه ای به جای موافقت‌نامه وضعیت نیروها، گفت: «اگر تاریخ مشخصی برای خروج کامل نیروهای خارجی مشخص نشود، هیچ تفاهم نامه ای را نمی‌پذیریم». خالد العطیه، معاون رئیس مجلس نیز در ۸ ژوئیه گفت که پارلمان عراق بر بررسی هر گونه توافق با ایالات متحده پافشاری می‌کند و اگر نیروهای آمریکایی از قوانین عراق مصون باشند، احتمالاً این توافق را وتو خواهد کرد: «بدون شک، اگر دو طرف به توافق برسند. توافق، بین دو کشور است و طبق قانون اساسی عراق، یک توافق ملی باید با اکثریت دو سوم پارلمان به تصویب برسد.
در ۱۶ اکتبر ۲۰۰۸، پس از چندین ماه مذاکره، رابرت گیتس، وزیر دفاع ایالات متحده و کاندولیزا رایس، وزیر امور خارجه، قانونگذاران ارشد ایالات متحده را در مورد پیش نویس موافقت‌نامه وضعیت نیروها در جریان گذاشتند و مالکی، نخست‌وزیر عراق، آماده شد تا آن را در اختیار شورای امنیت ملی سیاسی عراق قرار دهد. به شورای وزیران و پارلمان عراق می‌رود. علیرغم مصالحه در مورد صلاحیت قضایی نیروهای آمریکایی که بر اساس قوانین عراق مرتکب جنایت می‌شوند، مسائل مربوط به جدول زمانی خروج ایالات متحده و اصرار عراق بر «حاکمیت مطلق» باقی ماند.

## روند تأیید
در ۱۶ نوامبر ۲۰۰۸، کابینه عراق موافقتنامه‌ها را تصویب کرد. در ۲۷ نوامبر، پارلمان عراق آنها را تصویب کرد. در ۴ دسامبر، شورای ریاست جمهوری عراق این پیمان‌های امنیتی را تصویب کرد.

### تصویب هیئت وزیران عراق
در ۱۶ نوامبر ۲۰۰۸، کابینه عراق این توافقنامه را تصویب کرد که در آن پایان سال۲۰۰۹ برای خروج نیروهای آمریکایی از شهرهای عراق و سال۲۰۱۱ به عنوان آخرین مهلت قطعی برای حذف حضور نظامی آمریکا در این کشور ذکر شد. امتیازات ایالات متحده شامل ممنوعیت نیروهای آمریکایی برای تفتیش و یورش به خانه‌ها بدون مجوز عراق، حق عراقی‌ها برای بازرسی محموله‌های سلاح و بسته‌های وارد شده به کشور برای دریافت‌کنندگان آمریکایی، و حق سیستم قضایی عراق برای محاکمه سربازان آمریکایی به دلیل جنایات جدی در برخی موارد بود. این رای با ۲۷ نفر از کابینه ۳۷ نفره به تصویب رسید که ۹ عضو غایب و یک نفر مخالف بود. این توافق سپس به پارلمان رفت. با این حال، در ۱۹ نوامبر پارلمان عراق پس از آن که قانونگذاران وفادار به روحانی شیعه مقتدی الصدر در دومین قرائت متن توافق فریاد زدند، پارلمان عراق برای یک روز به تعویق افتاد. محمود المشهدانی، رئیس مجلس پس از آن که احمد المسعودی، نماینده صدر، به شدت به یکی از نمایندگان ائتلاف حاکم که در حال خواندن متن توافق بود، نزدیک شد، جلسه را به تعویق انداخت.
خبرگزاری اسوات العراق واکنش متفاوتی را در میان مردم عراق به‌طور گسترده نسبت به خبر تصویب این توافق در کابینه گزارش داد. ساکنان شهر صدر در بغداد، پایگاه مقتدی صدر، گفتند که معتقدند این توافق خیلی سریع امضا شده‌است، در حالی که گروه گسترده‌تری از مردم عراق در سراسر کشور گفتند که فکر می‌کنند این توافق به نقطه مشاجره تبدیل خواهد شد.
در همان روز، وزیران گیتس و رایس جلسات توجیهی محرمانه ای را برای قانونگذاران آمریکایی پشت درهای بسته برگزار کردند و هیچ‌یک از مقامات بخبرنگاران اظهار نظر نکردند. ویلیام دلهانت، نماینده دموکرات‌ها در این باره گفت: درجریان مذاکرات این توافق هیچ مشورت معناداری باکنگره صورت نگرفته‌است و مردم آمریکا برای همه مقاصد کنار گذاشته شده‌اند. و اونا هاتاوی، پروفسور حقوق در دانشگاه کالیفرنیا در برکلی عدم مشورت با کنگره ایالات متحده را بی‌سابقه خواند و اظهار داشت که جنبه‌های این توافق فراتر از اختیارات قانون اساسی مستقل رئیس‌جمهور ایالات متحده است.
نوری المالکی، نخست‌وزیر عراق هشدار داد که عراق به دنبال تمدید مأموریت نیروهای آمریکایی از سوی سازمان ملل نخواهد بود و در صورتی که پارلمان عراق نتواند یک معاهده را تصویب کند، فوراً از این کشور خارج خواهند شد. طارق الهاشمی، معاون رئیس‌جمهور مسلمان سنی کشور، شکایت کرد که اگر عراق این پیمان را تأیید نکند، ایالات متحده ارائه بسیاری از «خدمات گسترده» را متوقف می‌کند. هاشمی گفت که بسیاری از عراقی‌ها «به این نگرش به عنوان یک باج خواهی نگاه می‌کنند».

### اولین امضای قرارداد
در ۱۷ نوامبر ۲۰۰۸،هوشیار زیباری، وزیر امور خارجه عراق و رایان کراکر، سفیر ایالات متحده آمریکا، در یک مراسم رسمی این توافقنامه را امضا کردند.

### تصویب پارلمان عراق
در ۲۷ نوامبر ۲۰۰۸، پارلمان عراق توافقنامه وضعیت نیروها با ایالات متحده را تصویب کرد که بر اساس آن نیروهای رزمی ایالات متحده تا ۳۰ ژوئن۲۰۰۹ از شهرهای عراق خارج خواهند شد و تمامی نیروهای آمریکایی تا ۳۱ دسامبر۲۰۱۱ به‌طور کامل از عراق خارج خواهند شد. اما در صورتی که نخست‌وزیر عراق معتقد باشد عراق به اندازه کافی باثبات نیست، امکان مذاکره بیشتر فراهم می‌شود. این پیمان مستلزم اتهامات جنایی برای نگهداری زندانیان بیش از ۲۴ساعت است و حکم بازرسی از خانه‌ها و ساختمان‌هایی را که مرتبط با جنگ نیستند، می‌طلبد. پیمانکاران آمریکایی مشمول قوانین کیفری عراق خواهند بود. اگر نیروهای آمریکایی در خارج از خدمت و خارج از پایگاه مرتکب «جرایم عمده از پیش برنامه‌ریزی شده» شوند که هنوز تصمیم‌گیری نشده‌است، در صورتی که ایالات متحده تأیید کند که این نیروها خارج از وظیفه بوده‌اند، مشمول رویه‌های هنوز بلاتکلیف تعیین‌شده توسط کمیته مشترک آمریکا و عراق خواهند بود.همه‌پرسی عراقی‌ها در اواسط سال۲۰۰۹ در مورد این پیمان برگزار خواهد شد که ممکن است نیاز به خروج نیروهای ائتلاف تا اواسط سال۲۰۱۰ داشته باشد. پارلمان همچنین یک پیمان دوجانبه دیگر ایالات متحده و عراق به نام توافقنامه چارچوب استراتژیک را با هدف تضمین منافع اقلیت سنی و حقوق اساسی تصویب کرد.
در پارلمان عراق، ۱۴۹ نفر از ۲۷۵ عضو (حدود ۵۴ درصد) از SCIRI، الدعوه، دو حزب کرد و اعضای جبهه توافق عراق مستقر در سنی از این پیمان حمایت کردند. این پیمان با مخالفت ۳۵ عضو، عمدتاً از بلوک صدر مواجه شد. ۹۱ عضو رای ندادند، از ترس آینده خود در صورت بله گفتن، دیگران نیز از همین ترس در صورت نه گفتن.

### تصویب شورای ریاست جمهوری
شورای ریاست جمهوری عراق متشکل از یک رئیس‌جمهور و دو معاون یا معاون رئیس‌جمهور است. این شورا در حال حاضر متشکل از جلال طالبانی رئیس‌جمهور کردستان، عادل عبدالمهدی معاون شیعه رئیس‌جمهور و طارق الهاشمی معاون سنی رئیس‌جمهور است. شورا باید باهمه تصمیمات باتفاق آرا موافقت کند.
در ۴ دسامبر ۲۰۰۸، شورای ریاست جمهوری عراق این پیمان امنیتی را تصویب کرد. نصیر العانی، دبیر ریاست جمهوری پس از بررسی آن توسط این نهاد گفت: «هیچ چیزی (در توافق) تغییر نکرده‌است. تصمیم شورا آخرین مانع برای این پیمان از نظر تصویب دولت یا قانونگذاری عراق است.

## واکنش به تأیید

### ایالات متحده
برخی ازمقامات و متخصصان ناشناس آمریکایی که جنگ را دنبال می‌کنند، استدلال کرده‌اند که معتقدند بخش‌هایی از توافق ممکن است دور زده شود و سایر بخش‌ها ممکن است قابل تفسیر باشد، از جمله:بخش‌هایی که صلاحیت قانونی عراق را برسربازان آمریکایی که در خارج از پایگاه مرتکب جنایات می‌شوند و خارج از وظیفه، بخشی که مستلزم کسب مجوز از عراق برای تمامی عملیات نظامی توسط نیروهای آمریکایی است، و بخشی که ایالات متحده را ازحمله به کشورهای دیگر از عراق منع می‌کند.بعنوان مثال، مقامات دولت استدلال کرده‌اند که تعقیب قضایی سربازان آمریکایی توسط عراق ممکن است سه سال طول بکشد و تا آن زمان ایالات متحده طبق شرایط توافق از عراق خارج خواهد شد. در این مدت، نیروهای آمریکایی تحت صلاحیت قانون یکسان عدالت نظامی آمریکا باقی خواهند ماند. مایکل ای. اوهانلون، از گروه تحقیقاتی موسسه بروکینگز، گفت: «این مناطق وجود دارند که آنقدر واضح نیستند که عراقی‌ها دوست دارند فکر کنند.»
جورج دبلیو بوش، رئیس‌جمهور ایالات متحده، از تصویب توافق بین دو کشور استقبال کرد. بوش گفت: «توافقنامه امنیتی به حضور، فعالیت‌ها و خروج ما از عراق می‌پردازد.» وی ادامه داد: «دو سال پیش، این روز بعید به نظر می‌رسید، اما موفقیت این موج و شجاعت مردم عراق، شرایط را فراهم کرد تا این دو توافقنامه مورد مذاکره و تصویب پارلمان عراق قرار گیرد».
برنامه ریزان ارتش به‌طور خصوصی اذعان کرده‌اند که در حال بررسی پیش‌بینی‌هایی هستند که می‌تواند تعداد آمریکایی‌ها را بین۳۰۰۰۰ تا۵۰۰۰۰ مشاهده کند، اما ممکن است تا ۷۰۰۰۰نفر برای مدت قابل توجهی پس از سال۲۰۱۱ باشد. برنامه ریزان پنتاگون می‌گویند کسانی که در حال حاضر بعنوان نیروهای رزمی به حساب می‌آیند، می‌توانند «بازگشت» شوند و تلاش‌های آنها می‌تواند به عنوان آموزش و پشتیبانی برای عراقی‌ها بازتعریف شود. رئیس ستاد مشترک ادم. مایک مولن همچنین گفته‌است: «سه سال زمان زیادی است. شرایط می‌تواند در آن دوره زمانی تغییر کند.»
ژنرال در نامه‌ای به پرسنل ارتش آمریکا دربارهٔ قوانین جدید تعامل، ری اودیرنو گفت که نیروهای ایالات متحده دید خود را کاهش خواهند داد اما این به معنای «کاهش توانایی اساسی ما برای محافظت از خود» نیست. اودیرنو نوشت که نیروهای آمریکایی «عملیات را با تأیید دولت عراق (دولت عراق) هماهنگ خواهند کرد و ما همه عملیات‌ها را توسط و از طریق نیروهای امنیتی عراق انجام خواهیم داد. علیرغم برخی تعدیل‌ها در نحوه انجام عملیات، توافق بسادگی انتقال‌هایی را که در حال حاضر در حال انجام است، تقویت می‌کند، ومن می‌خواهم تأکید کنم که اصول کلی ما یکسان باقی می‌ماند.»
ژنرال ریموند اودیرنو گفت که برخی از نیروهای آمریکایی در ایستگاه‌های امنیتی محلی به‌عنوان تیم‌های آموزشی و راهنمایی پس از ضرب‌الاجل ژوئن ۲۰۰۹ که در توافقنامه وضعیت نیروها مشخص شده‌است، باقی خواهند ماند. در مقابل، رابرت گیتس تخمین زد که نیروهای آمریکایی تا ۳۰ ژوئن «خارج از شهرها و مناطق پرجمعیت» خواهند بود. او پیش‌بینی کرد: «این نقطه ای است که در آن ما تمام ۱۸ استان را به کنترل استانی عراق خواهیم داد». سخنگوی اودیرنو، سرهنگ دوم. جیمز هاتون، بار دیگر تأکید کرد که سربازانی که در شهرها می‌مانند، نیروهای رزمی نیستند، بلکه «توانمندساز» خواهند بود که خدماتی مانند مراقبت‌های پزشکی،کنترل ترافیک هوایی و پشتیبانی هلیکوپتر را ارائه می‌دهند که عراقی‌ها خودشان نمی‌توانند انجام دهند. اظهارات اودیرنو باعث خشم برخی از قانونگذاران عراقی شد که می‌گویند ایالات متحده راه را برای نقض توافق موقت هموار می‌کند.
هنگامی که چارلی رز در مصاحبه ای با پی بی اس از او پرسید که پس از سال۲۰۱۱ نیروی "باقیمانده" آمریکا در عراق چقدر خواهد بود، وزیر دفاع گیتس پاسخ داد که اگرچه مأموریت تغییر خواهد کرد،"حدس من این است که شما به چند ده نیرو نگاه می‌کنید».

### عراق
برای اعتراض به توافقی که آنها آن را طولانی کردن یک اشغال «تحقیرآمیز» می‌دانستند، ده‌ها هزار عراقی مجسمه جورج دبلیو بوش را در میدانی در مرکز بغداد سوزاندند، جایی که سربازان آمریکایی و شهروندان عراقی پنج سال پیش مجسمه‌ای از صدام حسین را پاره کردند. پارلمان عراق قبل و حین رای‌گیری صحنه اعتراضات بسیاری بود.
پس از تصویب این توافق، بیش از ۹۰۰۰ عراقی برای تظاهرات در حومه شرقی بغداد، شهر صدر، تجمع کردند. معترضان پرچم ایالات متحده را آتش زدند و بنرهایی در دست داشتند که روی آن نوشته شده بود: «نه، نه به توافق». شیخ حسن الحسینی درست پس از رأی‌گیری در نماز جمعه هفتگی بغداد به نمازگزاران گفت: «ما توافق را محکوم می‌کنیم و آن را رد می‌کنیم، همان‌طور که همه بی عدالتی‌ها را محکوم می‌کنیم. مقتدی صدر، متکلم، سیاسی و رهبر شبه‌نظامیان عراقی پس از تصویب این توافق، خواستار برگزاری تظاهرات مسالمت آمیز و عزاداری سه روزه شد. آیت الله العظمی علی حسینی سیستانی با ابراز نگرانی از نسخه تصویب شده این پیمان خاطرنشان کرد: دولت عراق هیچ اختیاری برای کنترل انتقال نیروهای آمریکایی به داخل و خارج از عراق،کنترل محموله‌ها ندارد و این پیمان به آمریکا اجازه می‌دهد. مصونیت سربازان از تعقیب قضایی در دادگاه‌های عراق. وی گفت که حکومت عراق در کشور تا زمانی که نیروهای آمریکایی حضور دارند کامل نیست، اما در نهایت مردم عراق در همه‌پرسی این پیمان را قضاوت خواهند کرد. سیستانی بخش‌هایی از توافق را «معموم» می‌داند و گفت که این پیمان «هیچ تضمینی» برای بازپس‌گیری حاکمیت عراق ارائه نمی‌کند.
در ۳ دسامبر ۲۰۰۸، حدود ۲۰۰۰ پناهجوی عراقی در سوریه علیه پیمان نظامی عراق و ایالات متحده تظاهرات کردند و گفتند که این توافق عراق را تحت سلطه ایالات متحده قرار می‌دهد. روی یکی از بنرها در بیرون مغازه ای در محله ای که اکثراً شیعه نشین بودند، نوشته شده بود: «ما توافقنامه امنیتی، توافق شرم آور و شرم آور اشغالگری آمریکا را محکوم می‌کنیم». انجمن علمای مسلمان، گروهی از رهبران مذهبی سنی در عراق، جبهه توافق عراق، حزبی که از این پیمان حمایت می‌کرد، به «فروش عراق» متهم کرد و همچنین این معامله را «مشروعیت بخشیدن به اشغال» محکوم کرد.
برخی دیگر از عراقی‌ها نسبت بخروج کامل نیروها توسط ایالات متحده در سه سال آینده ابراز تردید کردند.

### بین‌المللی
اکثر نیروهای خارجی که بخشی از این نیرو در عراق بودند، قرار بود تا ۳۱ دسامبر ۲۰۰۸ با نیروهایی از آذربایجان، لهستان، مقدونیه، ژاپن، بوسنی، کره جنوبی، و گرجستان ترک می‌کنند. دولت‌های عراق و بریتانیا در حال مذاکره بر سر یک توافقنامه امنیتی بودند که ظاهراً مشابه توافقنامه وضعیت نیروها عراق و آمریکا بود. این پیمان احتمالاً غیررسمی انتظار داشت که نقش نیروهای بریتانیا تا پایان سال ۲۰۰۹ به حداقل برسد. با ارتش بریتانیا و آمریکا،انتظار می‌رفت که یک نیروی کوچک از دو یا سه کشور دیگر باقی بماند.
محمود هاشمی شاهرودی، رئیس قوه قضائیه ایران گفت: «دولت عراق در این زمینه (پیمان امنیتی) بسیار خوب عمل کرده‌است».
بگفته مقامات و دانشگاهیان سوری، این پیمان خطری برای امنیت سوریه به همراه داشت. فاروق الشرع معاون رئیس‌جمهور سوریه گفت: «حضور آمریکا در عراق، چه دائمی و چه موقت، امنیت سوریه را تهدید می‌کند». رئیس‌جمهور بشار اسد گفت که این توافق «عراق را به سکوی پرتاب برای حمله به همسایگان خود به جای حمایت از آنها تبدیل می‌کند». جاسم زکریا، تحلیلگر سیاسی سوری، گفت: «تداوم حضور ایالات متحده در منطقه، با آنچه مجله نیوزویک می‌گوید بزرگترین سفارت در جهان [در بغداد] است، به این معنی است که… در تمام امور منطقه دخالت خواهد کرد». سوریه مدعی شد که ایالات متحده در سپتامبر۲۰۰۸ حمله هوایی به روستایی در سوریه انجام داد که در آن هشت غیرنظامی کشته شدند.

## نقش پیمانکاران تحت موافقت‌نامه وضعیت نیروها
پیمانکاران آمریکایی که برای نیروهای آمریکایی کار می‌کنند مشمول قوانین کیفری عراق خواهند بود، در حالی که پیمانکارانی که برای وزارت خارجه و سایر آژانس‌های ایالات متحده کار می‌کنند ممکن است مصونیت خود را حفظ کنند. آلن چووتکین، که به نمایندگی از پیمانکاران، از جمله مویوک، مستقر در بلک واتر ورلد واید، کار می‌کند، گفت: «مسئله مصونیت، بزرگ‌ترین سؤالی که در مورد آن صحبت می‌شود، در این توافقنامه مطرح نشده‌است». چووتکین گفت که او معتقد است که نگهبانان بلک واتر همچنان طبق فرمان ۱۷ صادر شده توسط پل برمر. بلک واتر در حال حاضر هیچ مجوزی برای کار در عراق ندارد.

## کنفرانس مطبوعاتی ۱۴ دسامبر ۲۰۰۸
در ۱۴ دسامبر۲۰۰۸، جورج دبلیو بوش، رئیس‌جمهور ایالات متحده، پیمان امنیتی را با عراق امضا کرد. رئیس‌جمهور در چهارمین و آخرین سفر خود به عراق در کنار نخست‌وزیر عراق حاضر شد و گفت که باید کارهای بیشتری انجام شود.در جریان کنفرانس مطبوعاتی در مورد امضای پیمانبا نخست‌وزیر نوری المالکی در کاخ او در منطقه سبز به شدت مستحکم، پرزیدنت بوش از دو کفشی که از حضار به سوی او پرتاب شد طفره رفت. مردی که کفش‌هایش را پرتاب کرد، منتضار الزیدی، روزنامه‌نگار عراقی شبکه تلویزیونی البغدادیه مستقر در مصر، شنیده می‌شد که به زبان عربی فریاد می‌زد: "این یک خداحافظی است… ای سگ!" همان‌طور که اولین کفشش را پرتاب کرد و هنگام پرتاب کفش دوم صدای الزیدی شنیده می‌شد که فریاد می‌زد: "این برای بیوه‌ها، یتیمان و کسانی است که در عراق کشته شده‌اند!" در حالی که نیروهای امنیتی روی زمین چسبیده بودند، فریاد زد: "شما عراقی‌ها را کشتید!" در حالی که فریاد مرد از بیرون شنیده می‌شد، بوش گفت: «این کاری است که مردم در یک جامعه آزاد انجام می‌دهند، توجه را به خود جلب کنید.»
دو خبرنگار نیویورک تایمز الزیدی را «در سراسر جهان عرب در آغوش گرفته» توصیف کردند. الزیدی مورد حمایت هزاران معترض در عراق و کارفرمایش قرار گرفت. در بیانیه ای که از سوی تلویزیون البغدادیه منتشر شد، آمده‌است: «تلویزیون البغدادیه از مقامات عراقی می‌خواهد که در راستای دموکراسی و آزادی بیانی که مقامات آمریکایی بمردم عراق وعده داده‌اند، فوراً منتذر الزیدی را آزاد کنند. «اکثریت قریب به اتفاق» بینندگان تلویزیون البغدادیه که برای بیان نظرات خود با این تلویزیون تماس گرفتند، گفتند که آنها اقدامات الزیدی را تأیید می‌کنند.
دولت نوری کمال المالکی نخست‌وزیر این کشور پرتاب کفش را «یک اقدام وحشیانه شرم آور» خواند و خواستار عذرخواهی علنی البغدادیه شد. در بیانیه ای آمده‌است: «این اقدام باعتبار روزنامه نگاران عراقی و به‌طور کلی روزنامه‌نگاری لطمه زد.

## مذاکرات موافقت‌نامه وضعیت نیروها
مذاکرات بین ایالات متحده و عراق برای موافقت‌نامه وضعیت نیروها جدید در پاییز ۲۰۱۰ آغاز شد. جلساتی در اواخر شب در محوطه مستحکم رئیس‌جمهور وقت عراق، جلال طالبانی، و در کنفرانس‌های ویدئویی بین بغداد و واشینگتن برگزار شد. در ژوئن ۲۰۱۱، دیپلمات‌ها و مقامات عراقی گفتند که پرزیدنت اوباما به نخست‌وزیر مالکی گفته‌است که آماده است تا ۱۰۰۰۰ سرباز را برای ادامه آموزش و تجهیز نیروهای امنیتی عراق (ISF) باقی بگذارد. آقای مالکی موافقت کرد، اما گفت که برای صف آرایی متحدان سیاسی به زمان نیاز دارد. در نهایت، او مجوز ادامه مذاکرات با ایالات متحده در مورد حفظ نیروها در عراق را به دست آورد. پارلمان عراق در اواخر نوامبر ۲۰۱۱ (کمی قبل از تاریخ خروج پایان سال) از تعطیلی بازگشت، زیرا این نگرانی وجود داشت که نیروهای آمریکایی باقی مانده از سوی دادگاه‌های عراق مصونیت اعطا نشوند. فرماندهان میدانی آمریکایی نگران پاسخ صدریان در صورت باقی ماندن نیروها و آمادگی عراق برای انتقال قدرت بودند.
در آگوست ۲۰۱۱، پس از مناظره بین پنتاگون، وزارت امور خارجه و کاخ سفید، ایالات متحده بر روی تعداد ۳۰۰۰ تا ۵۰۰۰ سرباز تصمیم گرفت. یک مقام آمریکایی گفت ارزیابی‌های اطلاعاتی نشان می‌دهد که عراق در غیاب نیروهای آمریکایی در معرض خطر بزرگ سقوط به سمت هرج و مرج قرار ندارد و این عاملی در تصمیم‌گیری بود.
در اکتبر۲۰۱۱، مقامات آمریکایی رهبری عراق را تحت فشار قرار دادند تا دوباره در مقر رئیس‌جمهور طالبانی برای گفتگو در مورد این موضوع ملاقات کنند. این بار ایالات متحده ازعراق خواست تا درمورد مسئله مصونیت سربازان موضع بگیرد و امیدوار بود آنچه را که همیشه بزرگترین چالش بوده‌است برطرف کند. با این حال، آنها سیاست عراق و افکار عمومی عراق را اشتباه خوانده‌اند. عراقی‌ها پس از تماشای بهارعربی که منطقه را فراگرفته بود و همچنان تحت تأثیر آسیب‌های این جنگ و جنگ‌های قبلی بودند، حاضر بپذیرش هر چیزی که به حاکمیت آنها تجاوز کند، نبودند.
رهبری عراق بسرعت این احساسات را دریافت کرد. در نتیجه، آنها علناً اعلام کردند که از مصونیت قانونی هیچ‌یک از نیروهای آمریکایی حمایت نخواهند کرد. برخی از مقامات آمریکایی به‌طور خصوصی گفته‌اند که اصرار برای آن جلسه در اصل مجبور کردن عراقی‌ها برای اتخاذ موضع عمومی درمورد چنین موضوع بحث‌برانگیزی قبل از بررسی سیاست ارائه آن به رای‌دهندگان خود و پارلمان یک اشتباه تاکتیکی شدید بود که به حفظ نیروهای آمریکایی در دسامبر ۲۰۱۱ پایان داد.
پس از اعلام خروج، دستیاران کاخ سفید گفتند که ایالات متحده سفارت خود در بغداد و دو کنسولگری خود را حفظ خواهد کرد. آنها همچنین گفتند که حدود۴۰۰۰ تا۵۰۰۰ پیمانکار دفاعی وجود خواهد داشت.

## بعد از ۲۰۱۱
مقامات آمریکایی در ماه می۲۰۱۷، زمانی که شکست داعش قریب‌الوقوع به نظر می‌رسید، گفتند که مذاکرات بر سر توافق با حیدر العبادی، نخست‌وزیر، «به‌طور جدی» آغاز شده‌است.
در دسامبر۲۰۱۹،عادل عبدالمهدی، نخست‌وزیر موقت، در یک بیانیه رسمی در مورد تماس با مارک اسپر، وزیر دفاع ایالات متحده، به «حمایت از نیروهای همتای شرکتی» در زمینه ادامه همکاری علیه داعش، برای «اقناع کردن» اشاره کرد.

### نسخه‌های موقت
- توافقنامه وضعیت نیروهای ایالات متحده و عراق (۱۳ اوت ۲۰۰۸)
- توافقنامه وضعیت نیروهای ایالات متحده و عراق (۱۷ نوامبر ۲۰۰۸)
- توافقنامه وضعیت نیروهای ایالات متحده و عراق (۲۷ نوامبر ۲۰۰۸)

### نسخه‌های تأیید شده
- وزارت امور خارجه: توافقنامه وضعیت نیروها عراق (SOFA)
- وزارت امور خارجه: توافقنامه چارچوب استراتژیک عراق (SFA)